# Stenoma involucralis
Stenoma involucralis es una especie de polilla del género Stenoma, orden Lepidoptera.
Fue descrita científicamente por Meyrick en 1931.

## Distribución
Se distribuye por Brasil y Panamá.